# Monarquismo en Uruguay

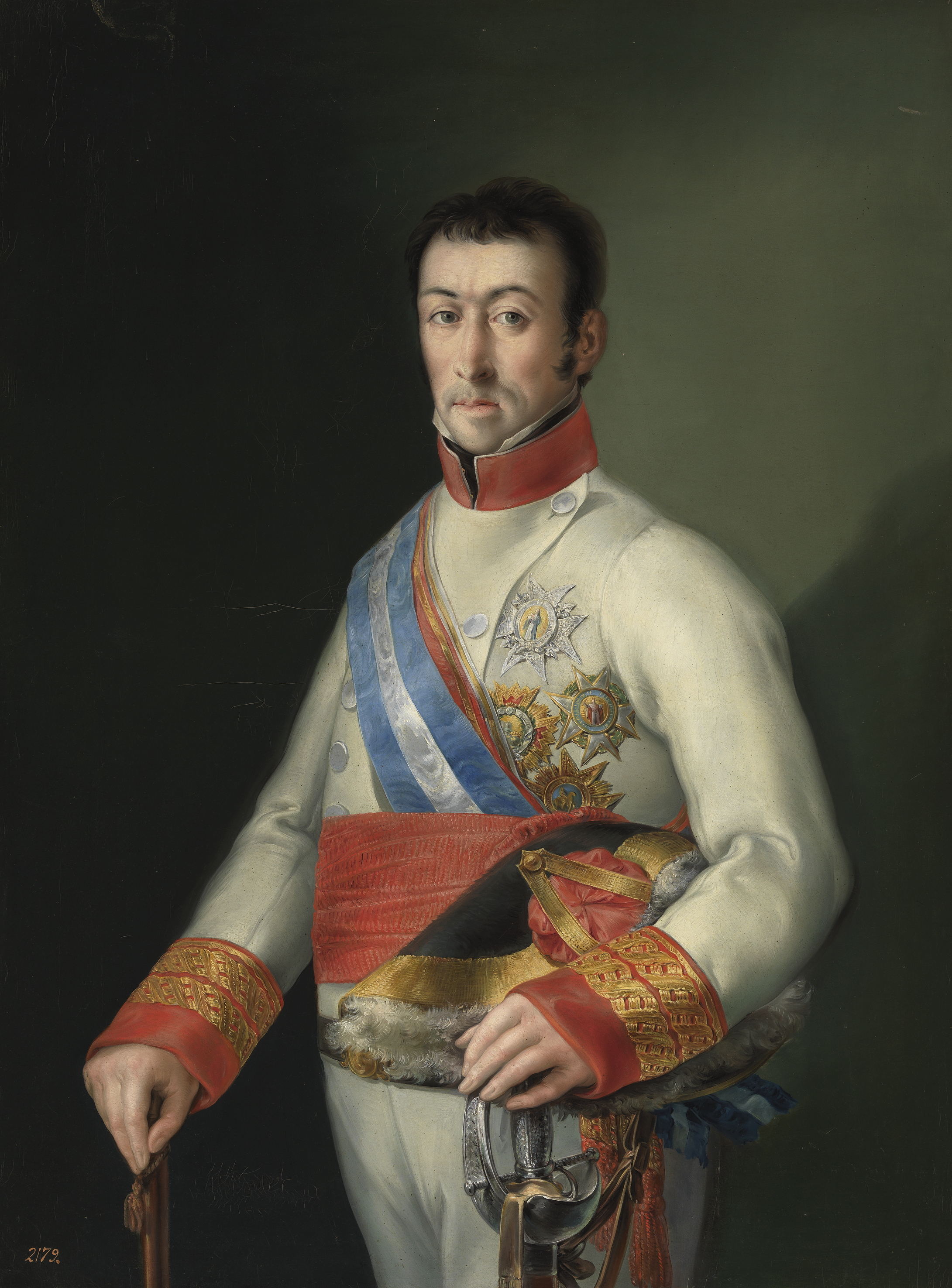
General Francisco Javier de Elío, autoproclamado último virrey del Río de la Plata.

El monarquismo en Uruguay refiere a una serie de movimientos políticos históricos que abogan por la restauración, preservación o creación de un régimen monárquico en Uruguay.
El monarquismo uruguayo nació luego de la Revolución de Mayo, y ha sido históricamente defendido por diferentes ideologías y corrientes políticas, desde el realismo hasta facciones del liberalismo conservador. La mayoría de sus adherentes centraron su activismo en la preservación del orden y el rechazo de la revolución o el malestar social. Al mostrar a la monarquía como una institución fuerte para oponerse a la "anarquía" y la agitación social, el movimiento tuvo gran prevalencia entre las clases aristocráticas y populares de la sociedad uruguaya temprana.

## Realismo

### Realismo español

Bandera del Imperio Español entre 1785 y 1931.

Según el Proyecto Maddison, Uruguay era la región más rica del Imperio español hacia 1800. Esta situación de bonanza económica provocó una actitud particularmente favorable de la élite montevideana hacia la monarquía española. La ciudad rápidamente declaró su lealtad a la corona y se negó a unirse a la Revolución de Mayo, que más adelante llevaría a la Declaración de Independencia de la Argentina.
El gobernador de Montevideo, Francisco Javier de Elío, se autoproclamó último virrey del Río de la Plata, convirtiendo al territorio uruguayo en un bastión de los realistas hasta su capitulación ante las milicias revolucionarias del general José Gervasio Artigas tras el Segundo Sitio de Montevideo. Incluso después de la caída de la ciudad, la mayoría de los montevideanos esperaban que tarde o temprano se produjera una eventual restauración española y muchos trabajaron activamente para llevarla adelante. Elío, acérrimo partidario del absolutismo monárquico, huiría más adelante a la España peninsular donde fue ejecutado durante el Trienio Liberal. La marina real utilizó Montevideo como base militar desde donde los comandantes Juan Ángel Michelena y Jacinto de Romarate lideraron varios ataques e incursiones contra el territorio leal a la junta de Buenos Aires.
La resistencia realista en Montevideo estuvo encabezada principalmente por el sargento mayor Diego Ponce de León. A través de una activa campaña de propaganda logró asegurar la adhesión realista de la ciudad, y fue nombrado miembro de la junta gobernante que apoyó el gobierno de Elío. Prontamente se fundaron una serie de milicias populares conocidas como los "empecinados", nombre tomado de los guerrilleros al servicio de Juan Martín Díez que habían enfrentado al Imperio Napoleónico en la Guerra de Independencia Española, para la defensa de la estricta lealtad a Fernando VII. El movimiento adquirió una amplia reputación rápidamente. Considerablemente influyentes entre las clases más bajas, los empecinados utilizaban tácticas violentas para intimidar a quienes simpatizaban con los revolucionarios. La facción se convirtió rápidamente en un movimiento de masas y tuvo una gran relevancia entre los defensores de la ciudad, pero se disolvió rápidamente tras el asedio y la emigración de la mayoría de los realistas.

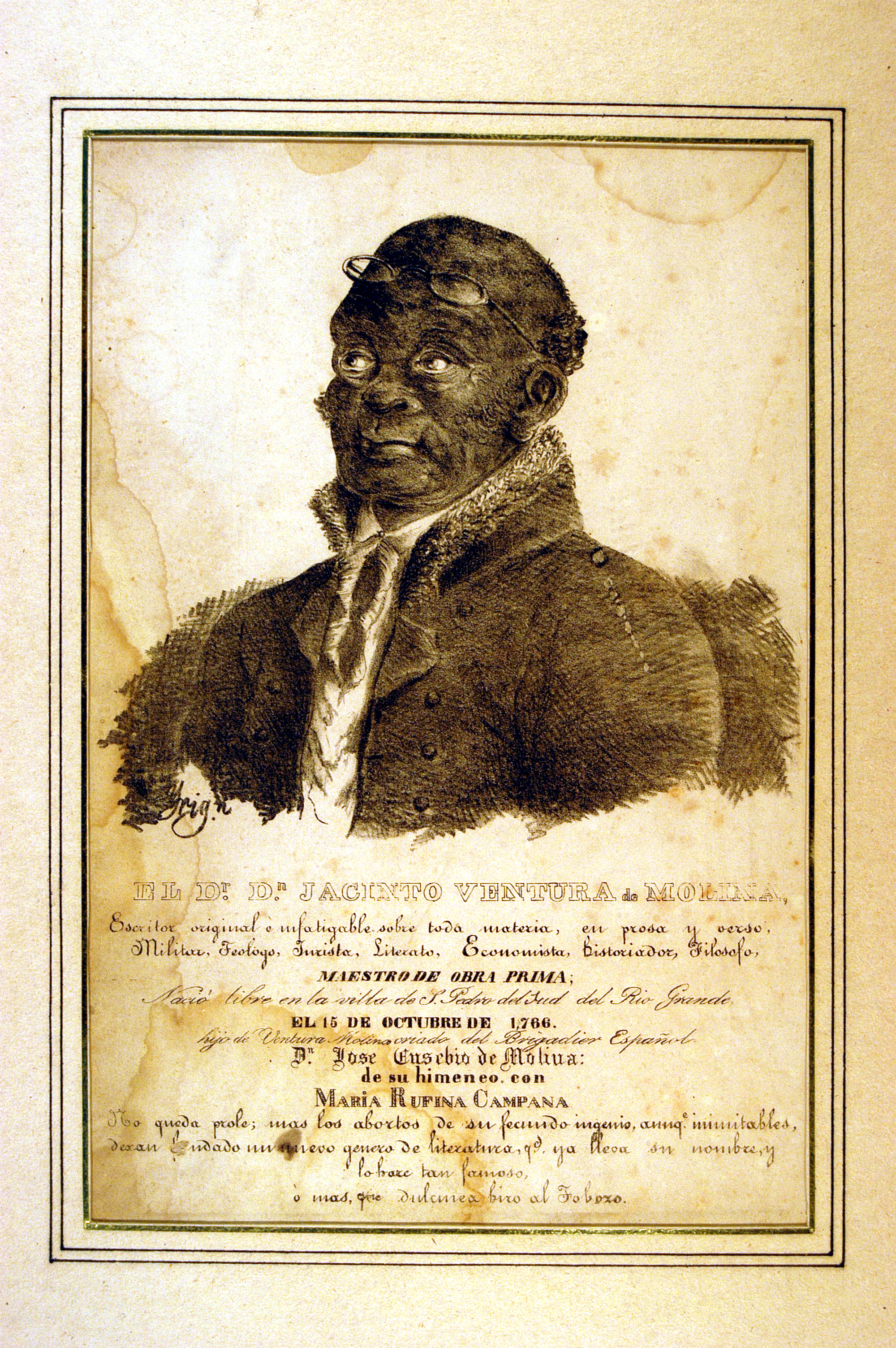
Jacinto Ventura de Molina, intelectual monárquico uruguayo.

Uno de los pensadores monárquicos uruguayos más importantes fue el liberto afrouruguayo Jacinto Ventura de Molina. Católico ferviente y devoto de San Benito Moro, de Molina rechazaba la democracia y apoyaba la doctrina del derecho divino de los reyes. Defendió la monarquía absoluta desde una perspectiva contrailustrada, exaltando las virtudes religiosas de la obediencia y la lealtad. De Molina consideraba al cristianismo como un pilar de igualdad social, ya que la posibilidad de redención abierta tanto a blancos como a negros debería llevar a un mismo respeto para y entre todas las razas. De Molina fue promotor de la devoción católica al rey San Baltasar como una figura unificadora de la comunidad negra que podrían compartir también con los ciudadanos blancos.
De Molina fue muy crítico de la esclavitud desde un punto de vista cristiano, pero no participó en el movimiento abolicionista uruguayo por sus reconocidos vínculos con el liberalismo.
A pesar de esperar originalmente una restauración española tras el fin de la invasión portuguesa de 1811, de Molina aceptó la ocupación y llevó adelante una amplia labor intelectual durante el dominio portugués, convirtiéndose en un importante colaborador del vizconde de Laguna. Luego de la independencia trabajó como abogado, continuó su activismo político entre la población negra de Montevideo e intentó patrocinar un proyecto de escuela para los niños de la comunidad afrodescendiente.
La mayoría de los leales a España, de todos modos, no colaboraron con la ocupación portuguesa y muchos fueron perseguidos o desterrados de la provincia por las nuevas autoridades. Sin embargo, una minoría que esperaba que los portugueses devolvieran la provincia a España después de un proceso de "pacificación" apoyó con entusiasmo la invasión.

### Realismo portugués y brasileño

Bandera del Estado Cisplatino Oriental.

Después de la invasión lusobrasileña, la mayoría de la élite económica uruguaya se alió con el Imperio portugués como un supuesto "restaurador" de un perdido orden social destruido por la Guerra de Independencia. Luego de la entrada del general Carlos Frederico Lecor a Montevideo, el recién formado Congreso Cisplatino, integrado por distinguidos ciudadanos uruguayos, votó a favor de una anexión de la provincia al Imperio bajo el nombre de Cisplatina.

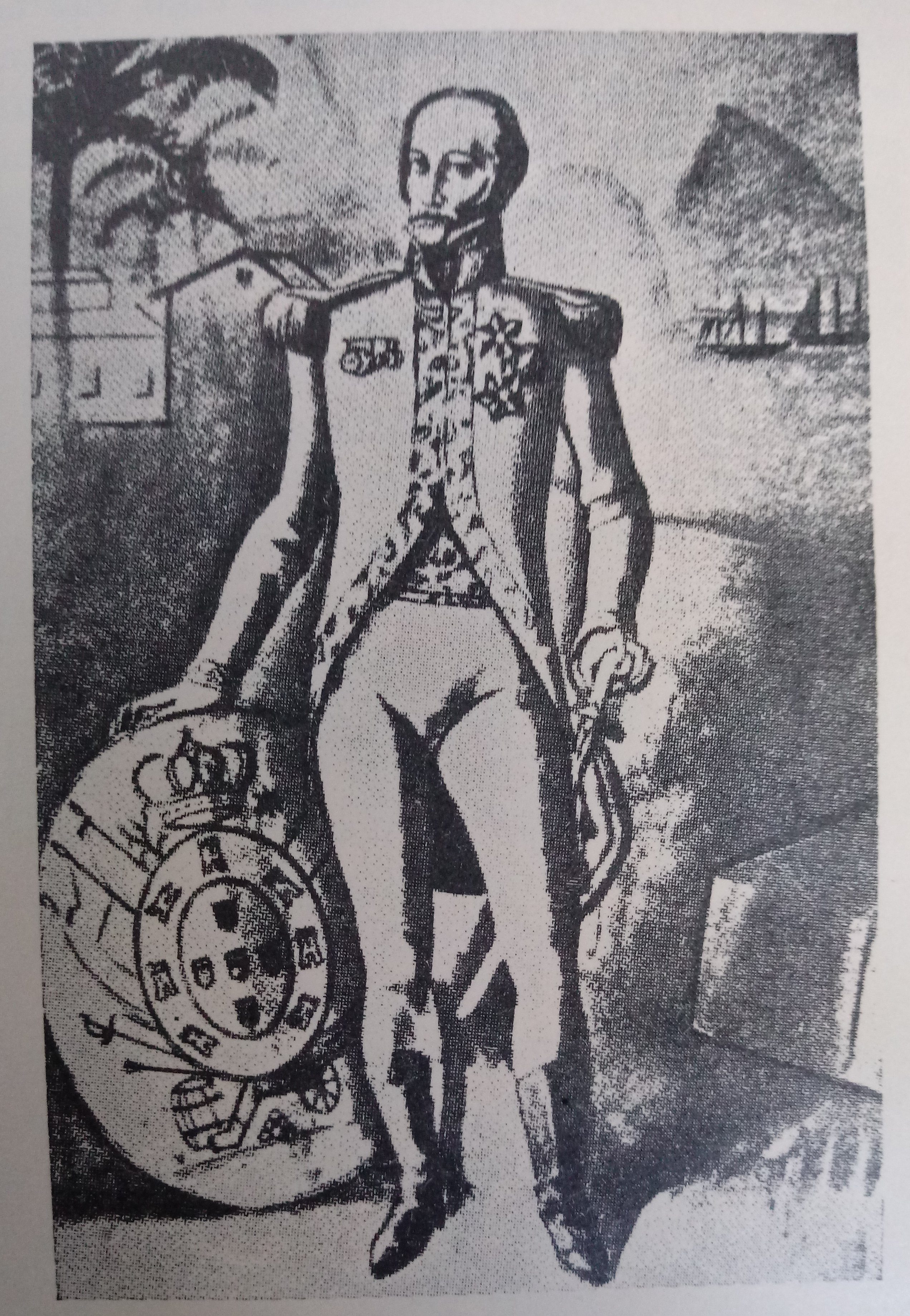
Carlos Frederico Lecor, barón de Laguna, general portugués y gobernador de la Provincia Cisplatina.

Quienes apoyaban la unión estaban nucleados principalmente alrededor de un círculo político llamado el "Club del Barón", a través del cual la mayoría de los intelectuales y aristócratas colaboraban con el régimen recién establecido.
Al Congreso Cisplatino se le dio la posibilidad de formar un estado independiente o unirse al imperio, pero eligió la segunda opción. De todos modos, el Congreso fijó una serie de condiciones para la anexión, que incluían la preservación del idioma español, el libre comercio con el resto del Imperio, la autonomía política para designar autoridades militares y civiles, la exención de nuevos impuestos, la representación parlamentaria en las cortes de Río de Janeiro, y la preservación de todos los "privilegios, exenciones, fueros, costumbres, títulos y prerrogativas" tradicionales que habría tenido la provincia anteriormente.
Lecor entró a Montevideo sin encontrar resistencia alguna, y fue recibido por el Cabildo local gracias a sus previas negociaciones con las autoridades locales. El barón promovió la celebración de matrimonios políticos entre comandantes militares portugueses y mujeres aristocráticas montevideanas con el fin de mejorar las relaciones con la alta sociedad uruguaya. Poco antes del Grito de Ipiranga y la subsecuente independencia del Brasil la monarquía portuguesa había considerado la posibilidad de devolver la Cisplatina a España, pero la negativa de Lecor lo situó del lado de Pedro I y la provincia pasó rápidamente a formar parte del Imperio del Brasil luego de la expedita expulsión de los funcionarios portugueses.
Sin embargo y a pesar de su apoyo inicial, las clases pudientes pronto quedaron decepcionadas por las políticas de Lecor, y la mayoría de los aristócratas uruguayos se mostrarían favorables a la campaña de los Treinta y Tres Orientales en 1825.

## Monarquismo constitucional

Bandera de Argentina utilizada por miembros del Partido Unitario exiliados en Montevideo.

En 1831, un año después de la primera Jura de la Constitución, el diplomático liberal-conservador uruguayo Nicolás Gregorio Herrera ofreció a la monarquía española la entronización del infante Sebastián como "Rey del Estado Oriental". Su propuesta fue rechazada por la corona española. El rey Juan VI ya había sugerido una iniciativa similar como solución neutral al conflicto por la Banda Oriental.
El unitarismo argentino había sido históricamente favorable a la creación de una monarquía constitucional de carácter liberal en las Provincias Unidas del Río de la Plata. Este proyecto, originalmente conocido como carlotismo, fue un movimiento político de gran influencia en los primeros tiempos de la Independencia Argentina. La presencia carlotista está documentada entre las élites uruguayas ya desde 1808, pero fue rápidamente superada por el realismo español. El proyecto se vio revitalizado en Uruguay luego de 1818 pero nunca se logró implementar.
Tras la declaración formal de Independencia y el estallido de la Guerra Grande, muchos exiliados unitarios buscaron refugio en el Gobierno de Defensa de Montevideo frente a la persecución política iniciada por el dictador Juan Manuel de Rosas. Montevideo se convirtió en un baluarte unitario bajo el gobierno del Partido Colorado, que también era cercano al Imperio del Brasil. Muchos miembros del Club del Barón, tales como José Ellauri o Nicolás Herrera se incorporaron al Gobierno de Defensa, al verlo más cercano a sus ideas constitucionalistas y liberales clásicos. Fructuoso Rivera, presidente del bando, también había sido miembro del mencionado Club y abogaba por una "independencia relativa" respecto de Brasil en contraste con una "independencia absoluta" que supuestamente haría caer al país en la "anarquía".

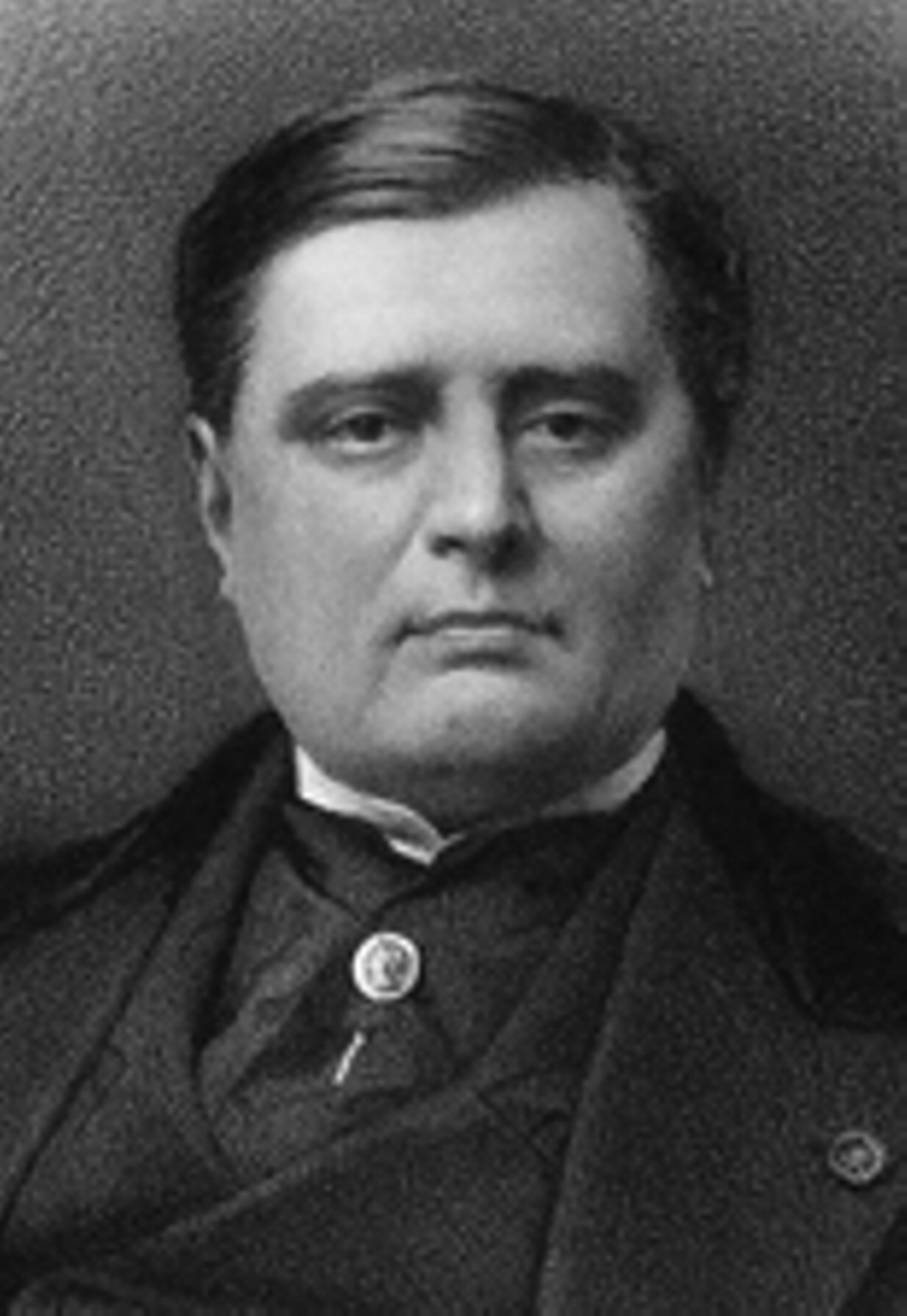
Alexandre Colonna-Walewski, diplomático francés e hijo ilegítimo del emperador Napoleón. Durante su viaje a Uruguay en 1847, expresó opiniones positivas sobre una posible anexión de Uruguay por parte de la Monarquía de Julio.

En el contexto de la Guerra, algunos políticos de la Defensa como Francisco Muñoz, Florencio Varela o Francisco Vidal intentaron anexionar diplomáticamente a Uruguay a la monarquía británica bajo el régimen de protectorado, mientras que otros miembros de la élite política eran favorables a hacer del país un Colonia francesa. Ambos imperios se pusieron del lado de la Defensa en la guerra y ejercieron una gran influencia sobre el gobierno a través de sus embajadas en Montevideo, a tal punto que varios diplomáticos franceses llegaron a apoyar la iniciativa. Estas propuestas fueron explotadas por los propagandistas del Gobierno de Cerrito para caracterizar a sus oponentes como colonialistas y traidores. El periódico de Cerrito El Defensor de la Independencia Americana llegó a afirmar que el Gobierno de la Defensa "apestaba a aristocracia y monarquismo".
Muchos liberales uruguayos eran partidarios de los ideales monárquicos, pero preferían preservar el sistema republicano como una cuestión de identidad nacional. El canciller Ellauri, admirado ante la estabilidad de las monarquías constitucionales europeas que había visitado en sus viajes, propuso que los presidentes uruguayos llevaran a cabo mandatos de 10 años como una forma de hacer al régimen republicano lo más parecido posible al monárquico.
Fue tal el peso del pensamiento monárquico entre los liberales rioplantenses que el intelectual Francisco Bauzá afirmó que, hasta su época, "la historia oficial de la Revolución ha sido escrita por los monarquistas".

## Carlismo

### Principios delsigloXIX
A pesar de que el gobierno de Cerrito estaba explícitamente en contra de la monarquía y la consideraba una institución "antiamericana", los émigrés carlistas al Río de la Plata luego  de la primera guerra carlista se convirtieron en partidarios activos de la facción debido a sus posturas  antiliberales compartidas.
A diferencia de los liberales leales a Rivera, los carlistas rechazaban el constitucionalismo y buscaban la restauración de una monarquía tradicional similar a la de los reinos medievales españoles. Los carlistas, como movimiento ultrarrealista y reaccionario, se habían puesto del lado del infante Carlos María Isidro de Borbón contra los constitucionalistas españoles y habían liderado un levantamiento armado contra la sucesora de Fernando VII, la reina Isabel II de España. La facción había tenido una gran influencia en las regiones del País Vasco y Cataluña.
Desde 1833, varios carlistas derrotados comenzaron a llegar al actual Uruguay y Argentina. Originalmente habían luchado en ambos bandos, pero la clara identificación del Gobierno de Defensa con los ideales liberales y constitucionales los puso finalmente del lado de los sitiadores. En 1842, el guerrillero carlista Gerónimo de Amilivia se puso junto a sus tropas al servicio del general Manuel Oribe durante el Gran Sitio de Montevideo. Cerca de 40.000 emigrados carlistas llegaron a Uruguay después de la Primera Guerra, de los cuales 4.000 formarían parte del llamado "Batallón Vasco" tomó parte en el sitio. Todos los miembros del Batallón mantuvieron sus rangos carlistas originales y se negaron a entregar sus armas al gobierno luego del tratado de paz, abandonándolas en un cuartel en señal de protesta.
Amilivia y otros carlistas renunciarían más tarde a su adhesión al Partido Blanco, autodenominándose simplemente como "blancos del Cerrito" y lamentando el giro liberal que había tomado el partido más adelante. Un grupo menor de carlistas como José Machín o Juan Pablo Goyeneche habían luchado con los colorados: ambos fueron nombrados coroneles del ejército uruguayo y ocuparon posteriormente importantes cargos políticos.

### Finales delsigloXIX

Cruz de Borgoña, bandera naval utilizada por la España de los Austrias y posterior símbolo del movimiento carlista.

Una nueva oleada de inmigrantes vascos llegó a Uruguay tras la tercera guerra carlista, luego de que todos los rebeldes carlistas fueran desterrados del territorio español. Para ayudar a la gran cantidad de inmigrantes empobrecidos por el destierro se fundó en Montevideo en 1877 la fundación Laurak Bat como una sociedad de socorros mutuos. Sus miembros llegabana más de mil inmigrantes, pero sus vínculos con el carlismo fueron ampliamente criticados. Los carlistas participaron también en la fundación de numerosas sociedades de apoyo mutuo en Argentina y Uruguay, contribuyendo a la popularización del modelo en América Latina.
El pretendiente Carlos VII visitó Uruguay en uno de sus viajes por América Latina, y mantuvo reuniones con algunas figuras importantes del catolicismo local como el obispo Inocencio María Yéregui o el terrateniente Hipólito Gallinal.

### sigloXX
Los medios carlistas estuvieron presentes en Uruguay durante principios del siglo XX y la Guerra Civil Española a través de la Comisión Central de Propaganda Carlista en la América del Sud, que publicaba una serie de periódicos monárquicos desde Argentina. La mayoría de las agrupaciones y sociedades carlistas se disolvieron o perdieron su identidad política a principios del siglo XX.

#### Juan María Bordaberry
Juan María Bordaberry fue presidente constitucional de Uruguay de 1972 a 1973, y dictador civil desde el golpe de 1973 hasta su destitución por la jerarquía militar en 1976. Después de asumir poderes dictatoriales con el apoyo de las fuerzas armadas, las ideas políticas de Bordaberry se movieron lentamente hacia posturas reaccionarias y monárquicas. A pesar de ser originalmente un tecnócrata neoliberal, su cercanía con el catolicismo político y su desprecio por el sistema de partidos lo acercaron gradualmente al tradicionalismo español y al integrismo monárquico. Inspirándose en el régimen franquista, propuso a la junta la creación de un sistema autoritario y corporativista con el objetivo de abolir definitivamente la política partidaria y la democracia moderna. Este nuevo modelo, llamado "democracia orgánica" por los franquistas, estaría supuestamente basada en los "principios cristianos de orden político". Su idea fue rechazada en 1976 por la élite del ejército y fue removido de la presidencia. 
La exigencia constitucional de convocar a elecciones en noviembre de 1976 nos hizo ver que no había otro camino que consolidar institucionalmente la situación de paz y orden que estaba viviendo el país. Y en esa situación había autoridad, no había partidos políticos, no había sufragio universal, había libertad, pero no para difundir el error y el mal. Es decir, no había vigencia de los fundamentos liberales de nuestro sistema político. Creo que el pueblo uruguayo estaba maduro para aceptar este cambio. No lo estaban en cambio los mandos militares, inficionados por la masonería, que rechazaron mi propuesta.
Después de su remoción del poder, Bordaberry se declaró abiertamente carlista. El expresidente escribió numerosos artículos para medios carlistas internacionales, convirtiéndose en una figura respetada del movimiento. Después de su encarcelamiento, la Comunión Tradicionalista emitió un comunicado pidiendo su liberación, elogiando a Bordaberry como un gobernante que "aplicó principios orgánicos, restauró la autoridad y propició el avance económico y social de los uruguayos".
En 2004 recibió la visita del pretendiente carlista español Sixto Enrique de Borbón mientras se encontraba en prisión. En mayo de 2006 fue nombrado caballero de la Orden de la Legitimidad Prohibida por el Duque de Aranjuez.

#### Álvaro Pacheco Seré
Álvaro Pacheco Seré (1935-2006) fue un abogado uruguayo y amigo cercano de Bordaberry, designado por este último como su secretario personal durante su presidencia. Pacheco renunció a su cargo tras la destitución de Bordaberry y le siguió posteriormente en su afiliación al carlismo. Ingresó en la Hermandad Tradicionalista Carlos VII de Buenos Aires y fue miembro de la Sociedad de Estudios Tradicionalistas Don Juan Vázquez de Mella. Se destacó como editor de la revista de la Sociedad y trabajó también para el Instituto de Estudios Genealógicos del Uruguay. 